# The Toasters
The Toasters – amerykańska grupa muzyczna należąca do trzeciej fali ska (3 wave ska) założona 1981 roku w Nowym Jorku przez Roberta Hingleya. Jest jednym z najstarszych i najdłużej grających zespołów ska w Stanach Zjednoczonych.

## Skład

### Aktualni członkowie
- Dave Barry - instrumenty klawiszowe, wokal
- Robert Hingley - gitara, wokal
- Jason "Jah-Son" Nwagbaraocha - gitara basowa, wokal
- Chris Rhodes - puzon
- Larry "Ace" Snell - perkusja
- Buford O'Sullivan - puzon, wokal
- Jeff Richey - saksofon (altowy i barytonowy)

### Byli członkowie
- Mike "Philly" Armstrong - saksofon tenorowy
- Lionel Bernard - wokal
- Adam "Prince Beaver" Birch - puzon, trąbka
- Steve "Big Steve" Carrol - technik
- Tim Champeau - trąbka
- John "Skoidat Sr." Chapman - saksofon
- Mark Darini - gitara basowa
- Sean Dinsmore - wokal
- John Dugan - saksofon
- Brian Emrich - gitara basowa
- Gary Eye - instrumenty perkusyjne
- Rick "Chunk" Faulkner - puzon
- Paul "Spondoulix" Gephardt - saksofon altowy
- Donald "The Kid" Guillaume - perkusja
- Greg Grinnell - trąbka
- Ann Hellandsjo - puzon
- Steve Hex - instrumenty klawiszowe
- Scott Jarvis - perkusja
- Dan Jesselsohn - gitara basowa
- Danny Johnson - perkusja
- Tim Karns - gitara basowa
- Ivan Katz - perkusja
- Andrew "Jack Ruby Jr." Lindo - wokal
- Matt Malles - gitara basowa
- Johnathan "JMac" McCain - perkusja, wokal
- Paul "Mr. Thing" McGovern - saksofon
- Teddy McSpade - gitara
- Kashu "Cashew Miles" Myles - wokal
- Fred "Rock Steady Freddie" Reiter - saksofon
- Marcel Reginato - saksofon altowy
- Nilda Richards - puzon
- Mo Roberts - perkusja
- Vicky Ross - gitara basowa, wokal
- Jim Seely - trąbka
- Brian Sledge - trąbka, wokal
- Eric E. "E-Man" Storkman - puzon
- Obi-Ajula "Coolie Ranx" Ugbomah - wokal
- Dave Waldo - instrumenty klawiszowe, wokal
- Pablo D. "The Professor" Wright - wokal

## Dyskografia

### Albumy studyjne
- (1985) - Recriminations EP
- (1987) - Skaboom
- (1988) - Thrill Me Up
- (1990) - This Gun for Hire
- (1992) - New York Fever
- (1994) - Dub 56
- (1996) - Hard Band for Dead
- (1997) - Don't Let the Bastards Grind You Down
- (2002) - Enemy of the System
- (2007) - One More Bullet

### Albumy koncertowe
- (1990) - Frankenska
- (1993) - Live In LA
- (1998) - Live In London
- (2003) - Live In Brazil
- (2003) - en Caracas

### Składanki
- (1990) - T-Time
- (1995) - Ska Killers
- (1996) - History Book
- (1998) - History Book 1987-1998'
- (2000) - The Best Of...
- (2003) - In Retrospect
- (2007) - Ska is Dead